# Paul Horschig
Paul Horschig (* 1. März 2000 in Görlitz) ist ein deutscher Fußballspieler. Der Mittelfeldspieler steht bei der BSG Chemie Leipzig unter Vertrag.

## Karriere
Horschig wurde in Görlitz geboren und unter anderem in Dresden beim SC Borea und der SG Dynamo ausgebildet.
Im Sommer 2017 nahm Marc Hensel, der als A-Jugend-Trainer von Dynamo zum FC Erzgebirge Aue wechselte, seinen Spieler mit und betreute ihn fortan auch in Aue. Horschig kam zwei Jahre lang in der A-Junioren-Regionalliga Nordost zum Einsatz und durfte unter Cheftrainer Daniel Meyer am Wintertrainingslager 2019 der Profis im türkischen Belek teilnehmen. Dort wurde der Mittelfeldspieler auch in Testspielen gegen die Drittligisten Hallescher FC und Hansa Rostock eingesetzt.
Am letzten Spieltag der Saison 2018/19 kam Horschig zu seinem ersten Kurzeinsatz in der zweiten Bundesliga. Die folgende Vorbereitung zur Spielzeit 2019/20 absolvierte der Defensivspieler erneut mit den Profis und stand fortan in deren Kader. Nach dem vierten Spieltag verliehen die Veilchen ihn zur Erlangung von Spielpraxis gemeinsam mit seinem ehemaligen A-Jugend-Mannschaftskameraden Niklas Jeck bis zum Frühjahr 2020 an den Regionalligisten VfB Auerbach. Dieser hatte bereits in der Sommerpause Maximilian Schlosser, einen dritten ehemaligen A-Junior Aues, fest verpflichtet.
Im Sommer 2021 schloss er sich der BSG Chemie Leipzig an. Nach vier Jahren verließ er den Verein.